# Blind Channel
Blind Channel ist eine finnische Nu-Metal-Band, die Finnland beim Eurovision Song Contest 2021 im niederländischen Rotterdam vertreten hat. Mit dem Song Dark Side erreichte sie den sechsten Platz.

## Geschichte

### Anfänge (2013–2019)
Blind Channel wurde 2013 in Oulu gegründet. Am 5. September 2013 veröffentlichten Blind Channel ihre Debütsingle Save Me. Es folgte die erste Maxisingle Antipode. Im Sommer 2014 traten Blind Channel auf mehreren finnischen Festivals auf, darunter Nummirock, und gewannen den Wacken Metal Battle Finland 2014, was zu einer Teilnahme am Metal-Battle beim Wacken Open Air führte. Sie konnten sich nicht unter den Top 5 platzieren. Im August trat Blind Channel als Vorband für Enter Shikari auf.

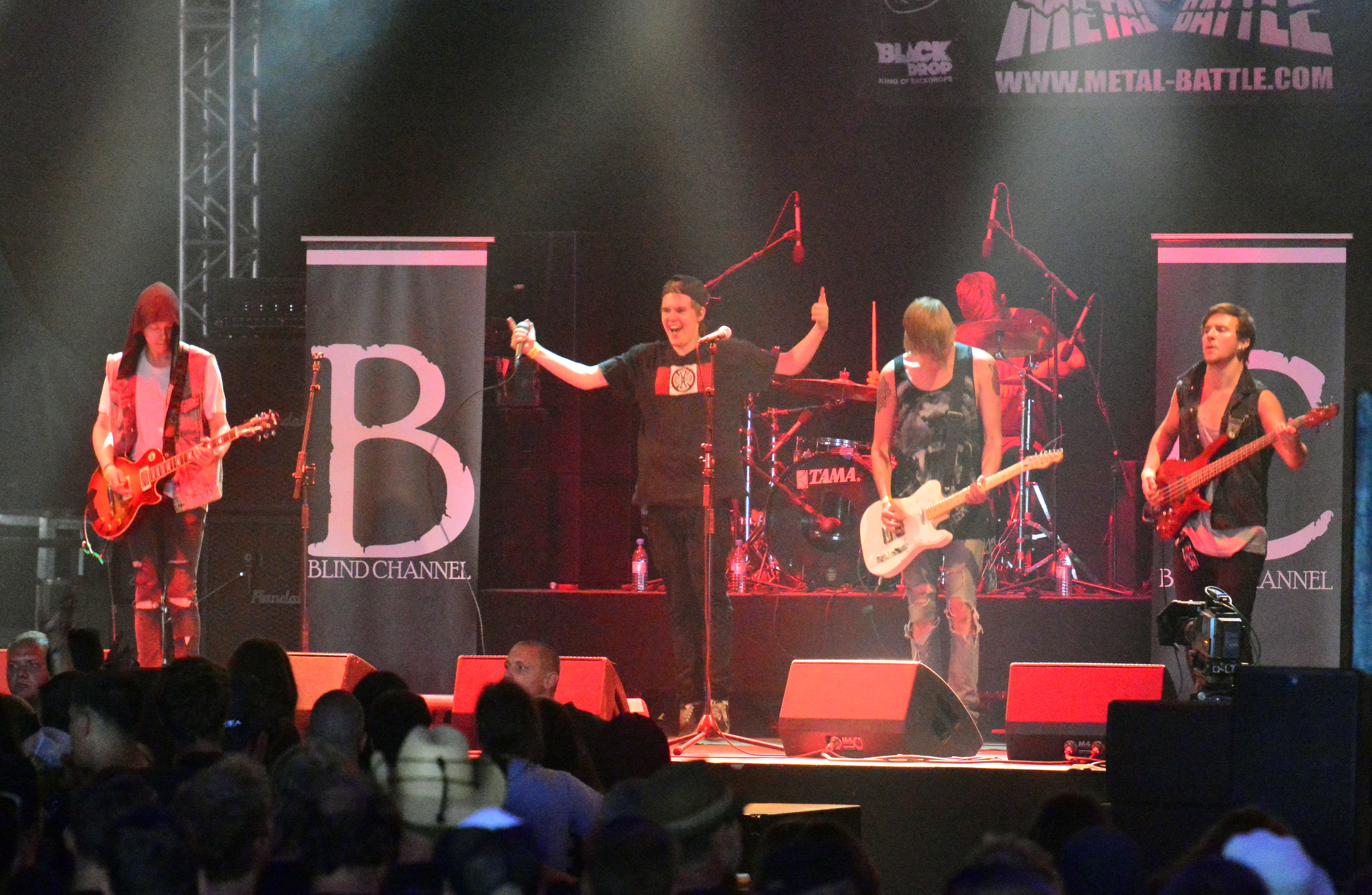
Blind Channel beim Wacken Metal Battle 2014

Am 9. Mai 2015 gewannen Blind Channel den YleX-Musikwettbewerb Stage Haltuun und traten daraufhin im selben Jahr beim Sziget in Ungarn auf. Im folgenden Monat veröffentlichten Blind Channel ihre erste Mini-EP Foreshadow, gefolgt von der Single Unforgiving und dem Cover von Ed Sheerans Single Don't.
Das Debütalbum Revolutions wurde am 1. Oktober 2016 veröffentlicht. Anschließend traten Blind Channel als Vorgruppe der US-Band Skillet auf sowie im November in mehreren Städten in Finnland sowie am 17. Dezember in London. 2017 folgten Support-Shows für Royal Republic und Amaranthe sowie der zweite Teil ihrer Revolutions-Tour durch Finnland. Sie veröffentlichten den Coversong Can’t Hold Us im März und die Songs Alone Against All im April und Sharks love Blood im September.
2018 veröffentlichte Blind Channel zwei neue Singles, Wolfpack (Januar) und Out of Town (März), im April gefolgt von ihren zweiten Album Blood Brothers. Es folgten Shows in Deutschland mit Hollywood Undead und Skillet. Ihre Blood Brothers Release Tour beinhaltete einige Festivals und Termine in Deutschland und Europa. Im November erschien der Track Over My Dead Body, im Dezember folgte ihre erste UK-Tour mit Sevendust und All That Remains. 2019 erschien Timebomb mit DJ Alex Mattson (März) und Snake mit Henrik Englund (GG6) aus Amaranthe (Juni), mit dem sie auch im Sommer 2019 auftraten. Blind Channel tourte den ganzen Sommer über in Finnland und in Europa. Am 22. November wurde der neue Song Died Enough For You veröffentlicht.

### Drittes Album und Eurovision Song Contest 2021 (2020–2021)
Im Januar 2020 erschien die fünfte Single Fever. Im Januar/Februar tourte die Band mit Amaranthe durch Europa und hatte auch einige erste europäische Headliner-Konzerte, beginnend am 31. Januar in Köln. Am 6. März erschien das dritte Album Violent Pop. Das einzige Konzert fand aufgrund der COVID-19-Pandemie am 15. August 2020 an dem Dark River Festival statt. Am 3. Juli erschien der Anastacia-Coversong Left Outside Alone. Am 6. Oktober 2020 trat Alex Mattson unter seinem vollständigen Namen Aleksi Kaunisvesi (Samples und Percussion) als offizielles Mitglied der Band bei.
Mitte Januar 2021 wurde Blind Channel einer von sieben Finalisten des finnischen Wettbewerbs Uuden Musiikin Kilpailu (UMK), Finnlands nationaler Vorentscheid für den Eurovision Song Contest. Sie gewann UMK21 am 20. Februar mit einem neuen Song namens Dark Side, der am 21. Januar veröffentlicht wurde, mit 551 Punkten, der höchsten Punktzahl in der UMK-Geschichte. Anfang März wurde die Single Dark Side mit Gold in Finnland ausgezeichnet, An 2. Mai mit Platin. Blind Channel gab bekannt, dass sie Finnland am 20. Mai im zweiten Halbfinale des Eurovision Song Contest 2021 vertreten werden. Die Band qualifizierte sich für das Grand Final am 22. Mai und belegte mit 301 Punkten den sechsten Platz, Finnlands zweitbestes Ergebnis im Wettbewerb und das beste Ergebnis seit Lordis Sieg im Jahr 2006.
Im Sommer 2021 unternahmen Blind Channel die Tour Live on the Dark Side in Finnland. Die Gruppe konnte nur im Freigelände und auf Festivals in ihrem Heimatland auftreten und bekam keine Möglichkeit, ins Ausland zu gehen. Ihre Konzerte in Kemi, Helsinki und Tampere waren ihre einzigen Konzerte als Headliner. Es erschienen zwei neue Singles.

### Seit 2022
Am 25. Februar 2022 veröffentlichte die Band den Song Bad Idea. Im Frühjahr waren Blind Channel als Special Guests auf der US-Tour von From Ashes to New dabei. Ebenso nahmen sie als Special Guests auf Electric Callboys Hypa Hypa EU Tour 2022 und auf Slipknots Festival Knotfest in Finnland im August teil. Sie wurden am 6. Mai 2022 mit sechs Emma-Awards ausgezeichnet, und zwar für den besten Song und meist-gestreamten Song mit Dark Side, den besten finnischen Künstler des Jahres, die beste Band, das beste Rockalbum und für den Export.
Ihr viertes Album Lifestyles of the Sick & Dangerous mit elf Songs veröffentlichte Blind Channel am 8. Juli 2022. Vom 31. August bis 1. Oktober fand ihre erste Headliner-Tour, Sick & Dangerous Tour 2022, durch Europa statt. Zehn der 27 Shows fanden in Deutschland statt. Im Oktober 2022 veröffentlichte Hokka seine Solo-Single, ein Cover von Madonnas Frozen.
Im März 2023 leisteten Blind Channel Support auf der EU-Tour von I Prevail. Danach waren sie Special-Guest auf einigen Shows von Electric Callboy. Ebenso gab es zwei Headliner-Shows in Polen und sechs in Deutschland. Im Verlauf des Jahres erschienen die Singles Flatline, Happy Doomsday, Deadzone und Die Another Day feat. RØRY. Im Sommer spielten sie auf Festivals wie Nova Rock, Download-Festival, Graspop Metal Meeting, Full Force und dem Reload Festival.
Das fünfte Studioalbum Exit Emotions erschien am 1. März 2024. Ein paar Tage zuvor wurde die Single Xoxo mit einem Feature von From Ashes to New veröffentlicht. Es folgte eine Europatour als Headliner mit Unterstützung der finnischen Newcomer-Band Rock Band from Hell und Ghostkid mit 30 Shows. Nach der Tour kündigte die Band eine Pause auf unbestimmte Zeit zum Ende des Jahres 2024 an.
Am 26. April 2025 verkündeten die Band und Sänger Joel Hokka via Instagram, von nun an getrennte Wege zu gehen. Hokka könne das Touren nach eigener Aussage gesundheitlich nicht bewältigen, zudem hätte man sich musikalisch auseinander gelebt. Die Band existiere nun als Quintett weiter, befinde sich aber noch in der Pause.

## Diskografie

### Studioalben
- Revolutions (2016)
- Blood Brothers (2018)
- Violent Pop (2020)
- Lifestyles of the Sick & Dangerous (2022)
- Exit Emotions (2024)

### Kompilationen
- Awake the Machines Vol. 8 (Out of Line, 2018)
- Eurovision Song Contest Compilation (2021)

### EPs und Maxi-Singles
- Antipode (2014)
- Foreshadow (2015)

### Singles
- Naysayers (2014)
- Calling Out (2014)
- Unforgiving (2015)
- Foreshadow EP (2015)
- Don’t (2015)
- Darker Than Black (2016)
- Deja Fu (2016)
- Enemy for Me (2016)
- Can’t Hold Us (2017)
- Alone Against All (2017)
- Sharks Love Blood (2017)
- Scream (2018)
- Elephant in the Room (2018)
- My Heart Is a Hurricane (2018)
- Wolfpack (2018)
- Out of Town (2018)
- Over My Dead Body (2018)
- Timebomb (feat. Alex Mattson, 2019)
- Snake (feat. GG6, 2019)
- Died Enough for You (2019)
- Enemies with Benefits (2020)
- Feel Nothing (2020)
- Fever (2020)
- Gun (2020)
- Love of Mine (2020)
- Left Outside Alone (2020)
- Dark Side (2021)
- Balboa (2021)[13]
- We Are No Saints (2021)
- Bad Idea (2022)
- Don’t Fix Me (2022)
- Flatline (2023)
- Happy Doomsday (2023)
- Lost & Bleeding (2023)
- Deadzone (2023)
- Die Another day (2023)
- XOXO (2024)

## Belege
1. ↑  NDR: ESC 2021: Alle Ergebnisse, Platzierungen und Punkte. In: eurovision.de. Abgerufen am 12. Juni 2023.
2. ↑  Blind Channel: Take a shot for the new-generation pop. In: musicfinland.com. 19. März 2021, abgerufen am 8. September 2022 (englisch).
3. ↑  Blind Channel – Band. In: laut.de. Abgerufen am 18. August 2023.
4. ↑  10 Jahre Blind Channel bei oxmoxhh.de
5. ↑  "Mun pitää soittaa äidille" - lue Stage haltuun -kilpailun voittajan haastattelu täältä! In: yle.fi. 9. Mai 2015, abgerufen am 18. August 2023 (finnisch).
6. ↑  Finnlands heißester Metal-Export bei rockmagazine.net
7. ↑  Blind Channel voitti kaikki ehdokkuutensa – fanit sekoavat täysin bei is.fi
8. ↑  Happy Doomsday bei cityguide-rhein-neckar.de
9. ↑  Instagram. Abgerufen am 21. April 2024.
10. ↑  Blind Channel kündigen eine Pause auf unbestimmte Zeit an. In: MoreCore.de. Abgerufen am 27. April 2025.
11. ↑  Blind Channel und Sänger Joel Hokka gehen ab sofort getrennte Wege. In: MoreCore.de. Abgerufen am 27. April 2025.
12. 1 2  Chartquellen Singles: FI DE AT CH UK
13. ↑  Arto Mäenpää: Blind Channel drops new song “Balboa”. In: chaoszine.net. 13. August 2021, abgerufen am 24. August 2021 (englisch).